# Simonésia (ort)
Simonésia är en ort i Brasilien.   Den ligger i kommunen Simonésia och delstaten Minas Gerais, i den sydöstra delen av landet, 800 km sydost om huvudstaden Brasília. Simonésia ligger 584 meter över havet och antalet invånare är 18 302.
Terrängen runt Simonésia är huvudsakligen kuperad. Simonésia ligger nere i en dal. Närmaste större samhälle är Manhuaçu, 15,3 km söder om Simonésia.
Omgivningarna runt Simonésia är huvudsakligen savann. Runt Simonésia är det ganska glesbefolkat, med 29 invånare per kvadratkilometer.